# 朗德山
53°4′S 73°38′E / 53.067°S 73.633°E
朗德山是南極洲的山峰，位於赫德島東北部，處於康普頓冰川和布朗冰川，海拔高度380米，在1874年被英國的挑戰者號遠征繪入地圖，由澳大利亞探險隊命名。